# Bosatlas

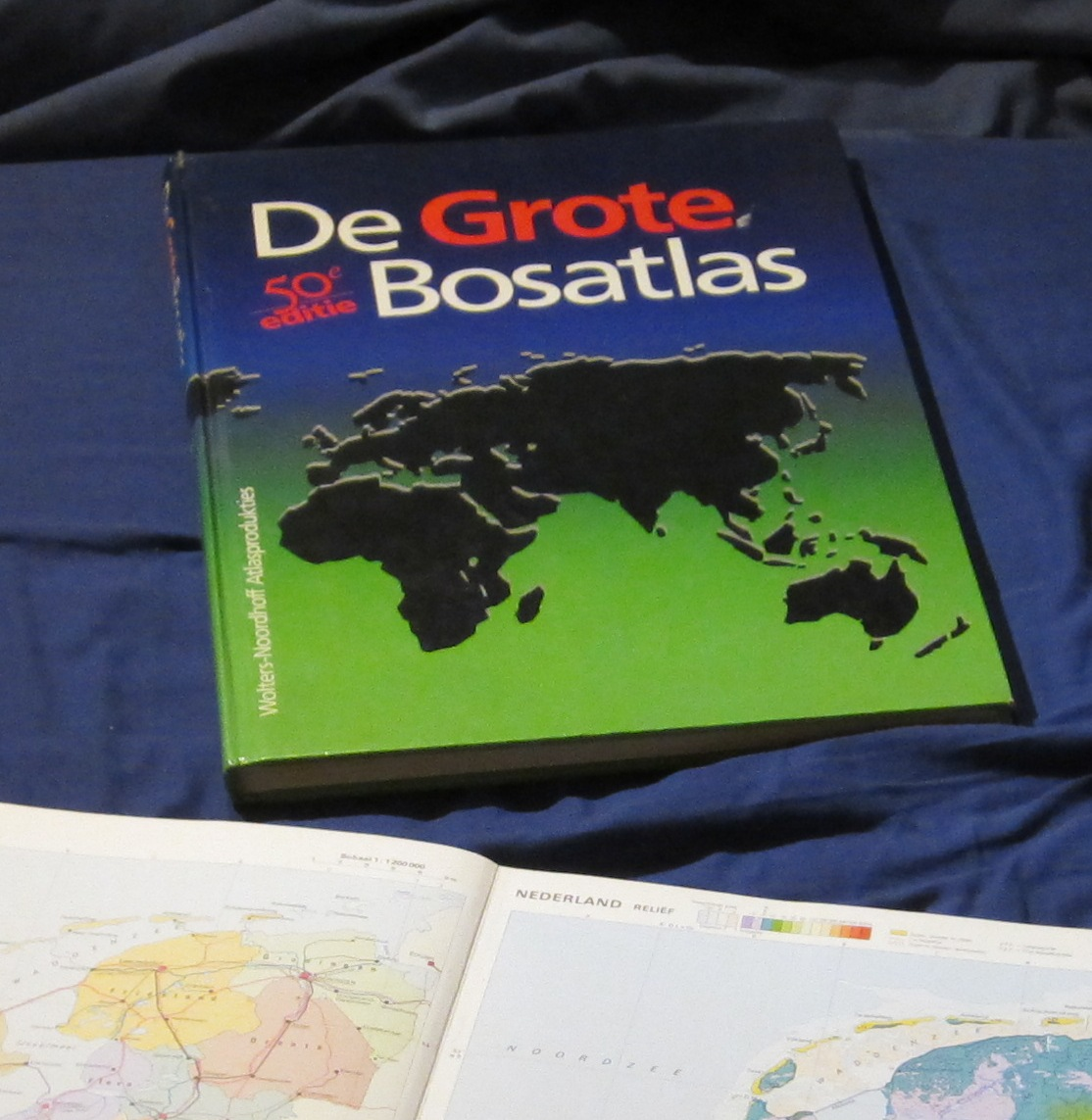
De Grote Bosatlas, 50e editie 1988

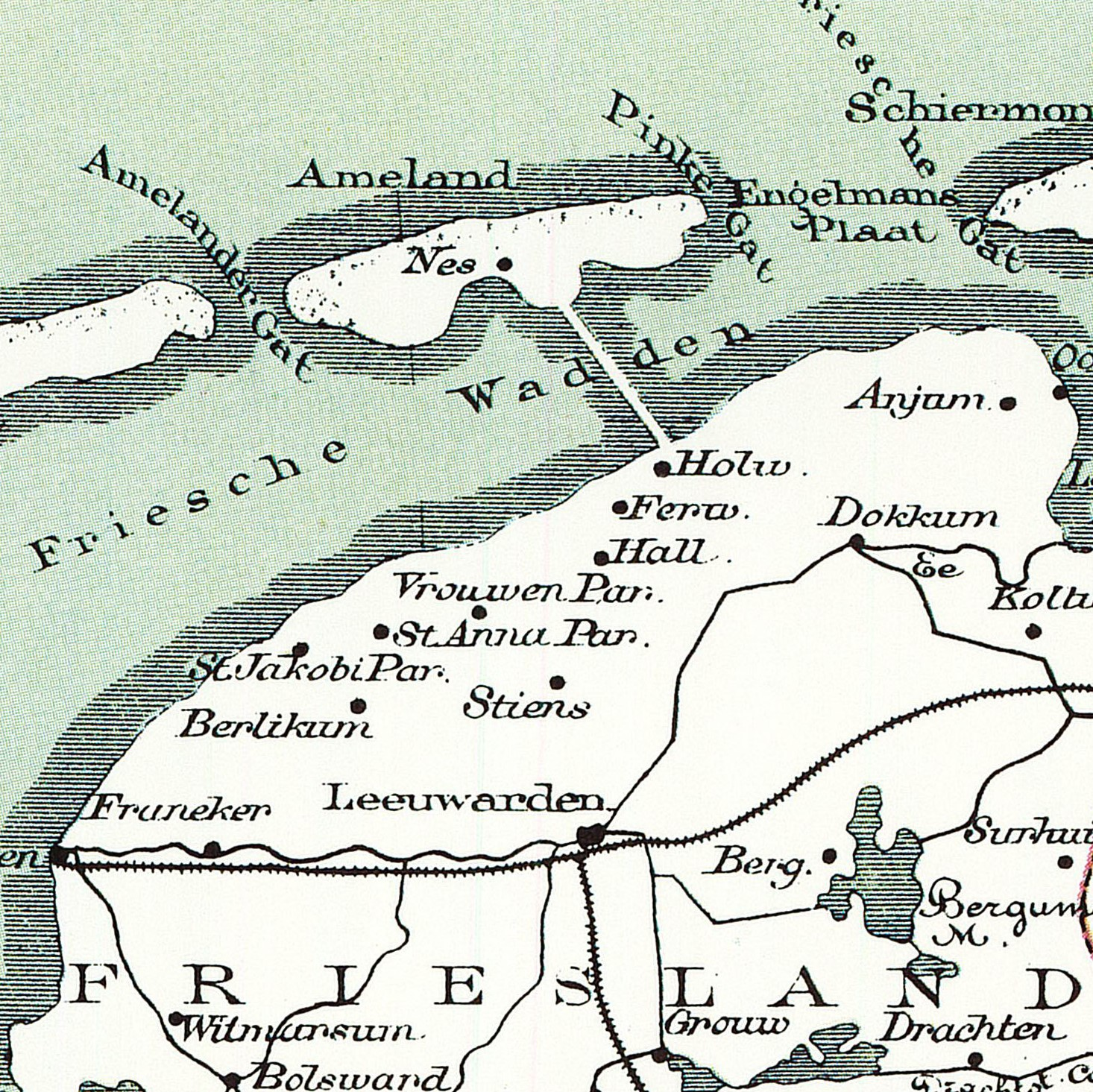
De Dam Holwerd-Ameland in de Bosatlas van 1877

De Bosatlas is de overkoepelende naam voor een reeks Nederlandse atlassen. Deze atlassen behoren tot de meest gebruikte in het Nederlandse onderwijs. Vooral De Grote Bosatlas en De Kleine Bosatlas (ook wel De Basis Bosatlas geheten) zijn in Nederland bekend. Uitgaves ervan werden jarenlang verzorgd door Wolters Kluwer, die in 2007 de educatieve tak verkocht, waarbij werd bedongen dat dat de naam Wolters door de koper niet gebruikt zou mogen worden. Daardoor kwam er een einde aan de band tussen Wolters en de Bosatlas, die nu wordt uitgegeven door Noordhoff Uitgevers. De naam 'Bosatlas' is door uitgever Noordhoff ook aan een aantal niet-educatieve atlassen meegegeven.

## Geschiedenis
De eerste editie van de Bosatlas uit 1877 was van de hand van de Groningse schoolmeester P.R. Bos en droeg de titel Schoolatlas der geheele aarde. Aanleiding daarvoor was de invoering van het vak aardrijkskunde op de toenmalige HBS. Bos werd als redacteur van de eerste, sindsdien zijn naam dragende, atlas gevraagd omdat hij al in 1876 het Leerboek der Aardrijkskunde had geschreven. Meester Bos heeft de Bosatlas 25 jaar lang, tot aan zijn overlijden in 1902, eigenhandig samengesteld en herbewerkt. In het jaar van zijn dood verscheen de 15e editie. Het werk van Bos is na zijn dood overgenomen en voortgezet door achtereenvolgens J.F. Niermeijer (1902-1922), B.A. Kwast (1923-1936), P. Eibergen (1929-1955) en F.J. Ormeling sr. (1959-1976). De Bosatlas is niet meer het werk van één auteur maar van een meerhoofdige redactie, die werkt vanuit Noordhoff Uitgevers. In 2016 verscheen de 55e editie van de Grote Bosatlas, naast op papier ook digitaal.
Bij de vervaardiging van zijn atlas was het Bos' uitgangspunt slechts het hoognodige op de kaarten te vermelden en leerlingen niet met informatie te overvoeren; een principe dat nog standhoudt in De Kleine Bosatlas. Bos hanteerde daarvoor het motto van de befaamde geograaf en ontdekkingsreiziger Alexander von Humboldt: 'Nur leer scheinende Karten prägen sich dem Gedächtnisse ein' ('Alleen leeg lijkende kaarten blijven in het geheugen hangen').
Bos' atlas werd uitgegeven door de Groningse uitgever Wolters, die tot 2008 nog als uitgever vermeld werd, zij het dat de naam in 1968 als gevolg van een fusie met de eveneens Groningse uitgeverij Noordhoff werd gewijzigd in Wolters-Noordhoff. Sinds 2008 wordt de atlas uitgegeven door Noordhoff Uitgevers, de nieuwe naam van Wolters-Noordhoff, waarmee na 130 jaar de naam van Wolters moest wijken voor die van zijn destijds grootste concurrent.
Na de publicatie van de allereerste uitgave van de Bosatlas in 1877 verschenen in de loop der tijd afgeleide edities. Zo verliet al in 1878 een meer eenvoudige uitvoering van de atlas de persen onder de titel Atlas voor de Volksschool. Ook deze atlas, die vanaf 1931 Kleine schoolatlas der geheele aarde ging heten, zou vele edities gaan beleven. In 1969 werd de naam in navolging van De Grote Bosatlas omgedoopt in De Kleine Bosatlas. In 2003 koos de uitgever voor de naam De Basis Bosatlas om aan te geven dat het om een zelfstandige uitgave ging, gericht op de onderbouw van het middelbaar onderwijs. Sinds 2015 wordt de naam De Kleine Bosatlas opnieuw gebruikt.
Speciaal voor de bovenbouw van de basisschool verscheen in 1988 de eerste editie van De Junior Bosatlas, in 1993 gevolgd door een uitgave voor groep 5 en 6: Mijn Eerste Bosatlas. Rondom De Junior Bosatlas zijn voorts diverse ondersteunende publicaties ontwikkeld, zoals wandkaarten en werkatlassen.
Vanaf ongeveer 1960 ging de uitgever van de Bosatlas ook steeds meer publieksatlassen op de markt brengen. De uitgave van De Grote Bosatlas schoot namelijk tekort als naslagwerk vanwege het ontbreken van de namen van kleinere plaatsen. Daarom werden wereldatlassen gepubliceerd met een veel groter aantal plaatsnamen: De Wolters' Wereldatlas (1961), de Wolters-Noordhoff Wereldatlas (1991) en De Wereld Bosatlas (2004). De laatstgenoemde atlas bevat bijna vijf keer zo veel namen als De Grote Bosatlas. Vanaf circa 2000 verschijnen voorts vele thematische consumentenatlassen, zoals de Bosatlas van Nederland (2007), De Bosatlas van de geschiedenis van Nederland (2011) en De Bosatlas van het cultureel erfgoed (2014).
In 2020 is een De Bosatlas van de Tweede Wereldoorlog gepubliceerd in samenwerking met het 4 en 5 mei comité. De Atlas werd gepubliceerd ter ere van 75 jaar vrijheid.

## Soorten
Onder de overkoepelende naam Bosatlas verschijnen de volgende educatieve titels:
- De Grote Bosatlas
- De Kleine Bosatlas (vanaf 2003 tot 2015 De Basis Bosatlas geheten)
- De Junior Bosatlas
- De Junior Bosatlas Topo
- Mijn Eerste Bosatlas
- De Bosatlas van de geschiedeniscanon

De Junior Bosatlas kent bovendien speciale werkatlassen voor Nederland, Europa en de wereld.
Ook zijn er speciale Bosatlassen in omloop, zogeheten consumentenuitgaven:
- Een facsimile van Bos' Schoolatlas der geheele aarde uit 1877 (de eerste uitgave), uitgegeven in 1977
- Een facsimile van het Leerboek der Aardrijkskunde uit 1876, uitgegeven in 1977
- De Wereld Bosatlas
- De Bosatlas van Nederland
- De Bosatlas van Ondergronds Nederland
- De Bosatlas van Fryslân (de Friese Bosatlas)
- De Bosatlas van het klimaat
- De Bosatlas van Nederland Waterland (tevens in het Engels verkrijgbaar, als Water Atlas of the Netherlands)
- De Bosatlas van Amsterdam (tevens in het Engels verkrijgbaar, Atlas of Amsterdam)
- De Bosatlas van de energie
- De Bosatlas van voedsel (tevens in het Engels verkrijgbaar, Food Atlas of the Netherlands)
- De Bosatlas van cultureel erfgoed
- Bosatlas van de Wereldgeschiedenis
- Bosatlas van de geschiedenis van Nederland
- De wereld volgens de Bosatlas
- Een mini-uitgave getiteld Boskabouter
- De Bosatlas Nederland van Boven (Noordhoff Atlasproducties/VPRO, 2013)
- De Bosatlas van het Nederlandse Voetbal (2017)
- De Bosatlas van de Wadden (2018)
- De Bosatlas van de Tweede Wereldoorlog (2020)